# Austvågøy
Austvågøy – największa wyspa archipelagu Lofotów w Norwegii (9. lokata wśród wysp Norwegii kontynentalnej). Administracyjnie należy do okręgu Nordland i jest podzielona między dwie gminy: Vågan (na południu) i Hadsel (na północy). Najwyższym punktem jest szczyt Higravstinden (1146 m n.p.m.), położony we wschodniej części wyspy. Największa miejscowość to Svolvær.

## Galeria

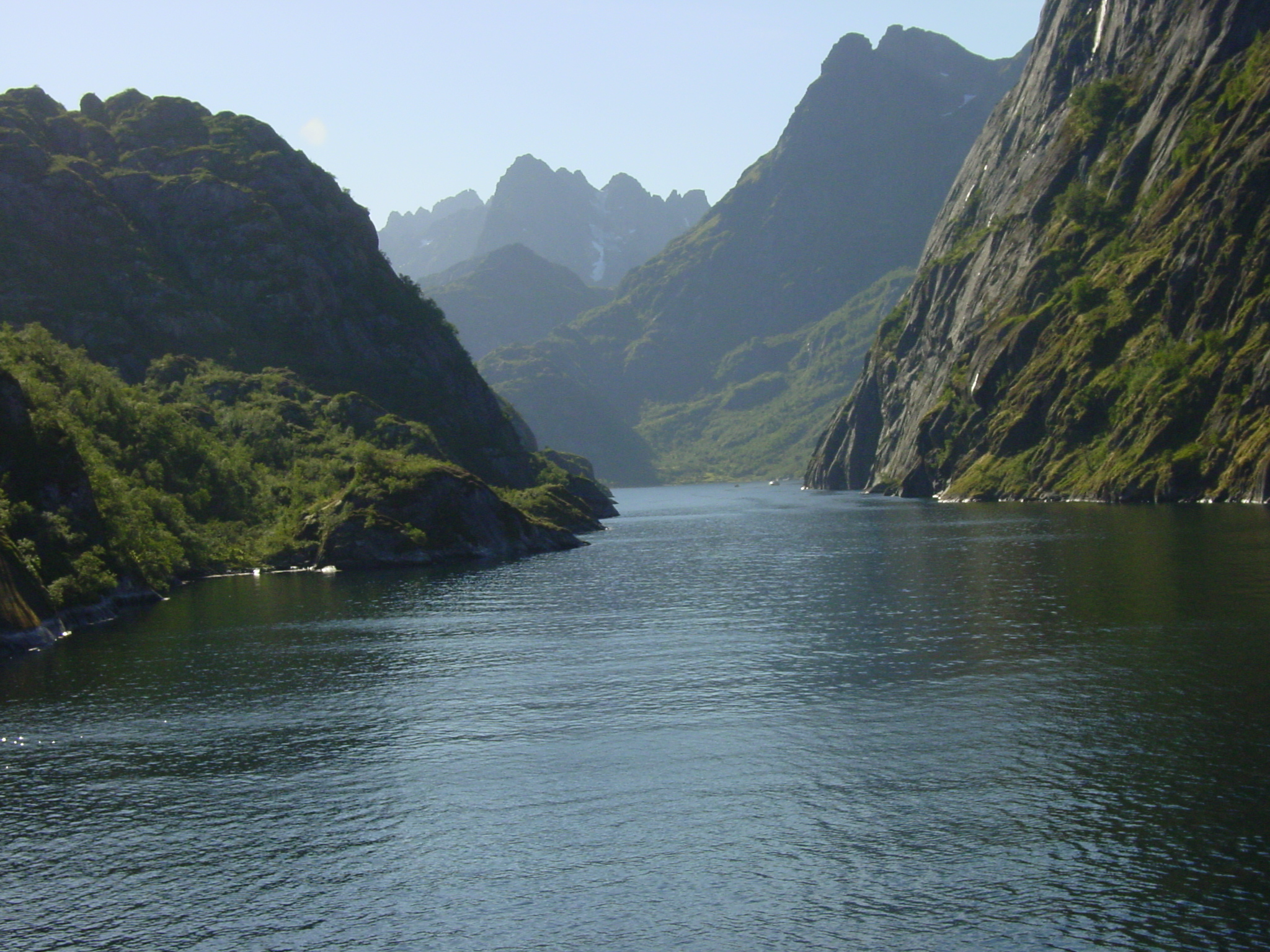
Trollfjord
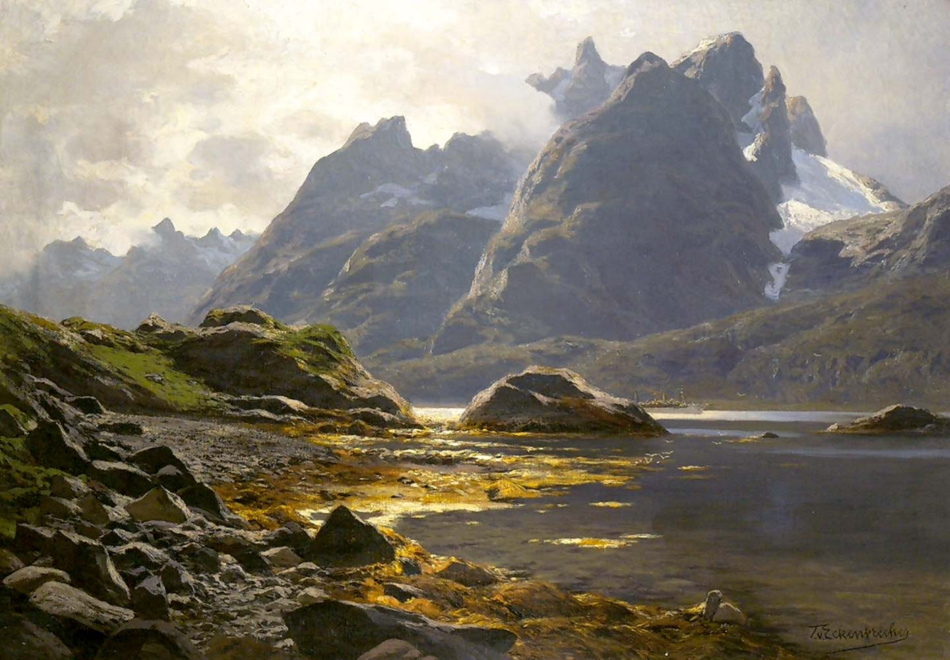
Cieśnina między wyspami Austvågøy i Hinnøya.
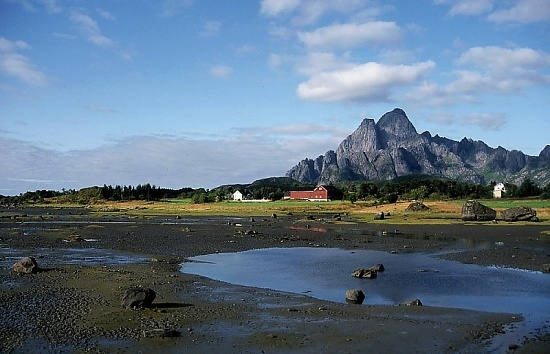
Vågakallen, 942 m n.p.m.